# Saghmosawan
Saghmosawan – wieś w Armenii, w prowincji Aragacotn. W 2011 roku liczyła 158 mieszkańców.